# Дика природа Лівану
Дика природа Лівану - це флора і фауна країни Ліван, розташованої в східній частині Середземного моря. У країні є чотири основних географічних райони: прибережна рівнина, хребет Ліван, долина Бекаа і хребет Антиліван. Клімат є середземноморським, у прибережній частині вологе жарке літо (25-30С) і прохолодна волога зима (5-12C); столиця отримує багато дощів, 838 мм, що майже вдвічі перевищує дощі в Лондоні і близько до дощів Нью-Йорка.
Піднесені ділянки всередині країни мають більш холодні зими з великою кількістю снігу, залишки якого тануть влітку. Країна пропонує різноманітність місць проживання для диких тварин, включаючи гори, долини, болота, прибережні рівнини, солончаки і морське узбережжя.

## Географія

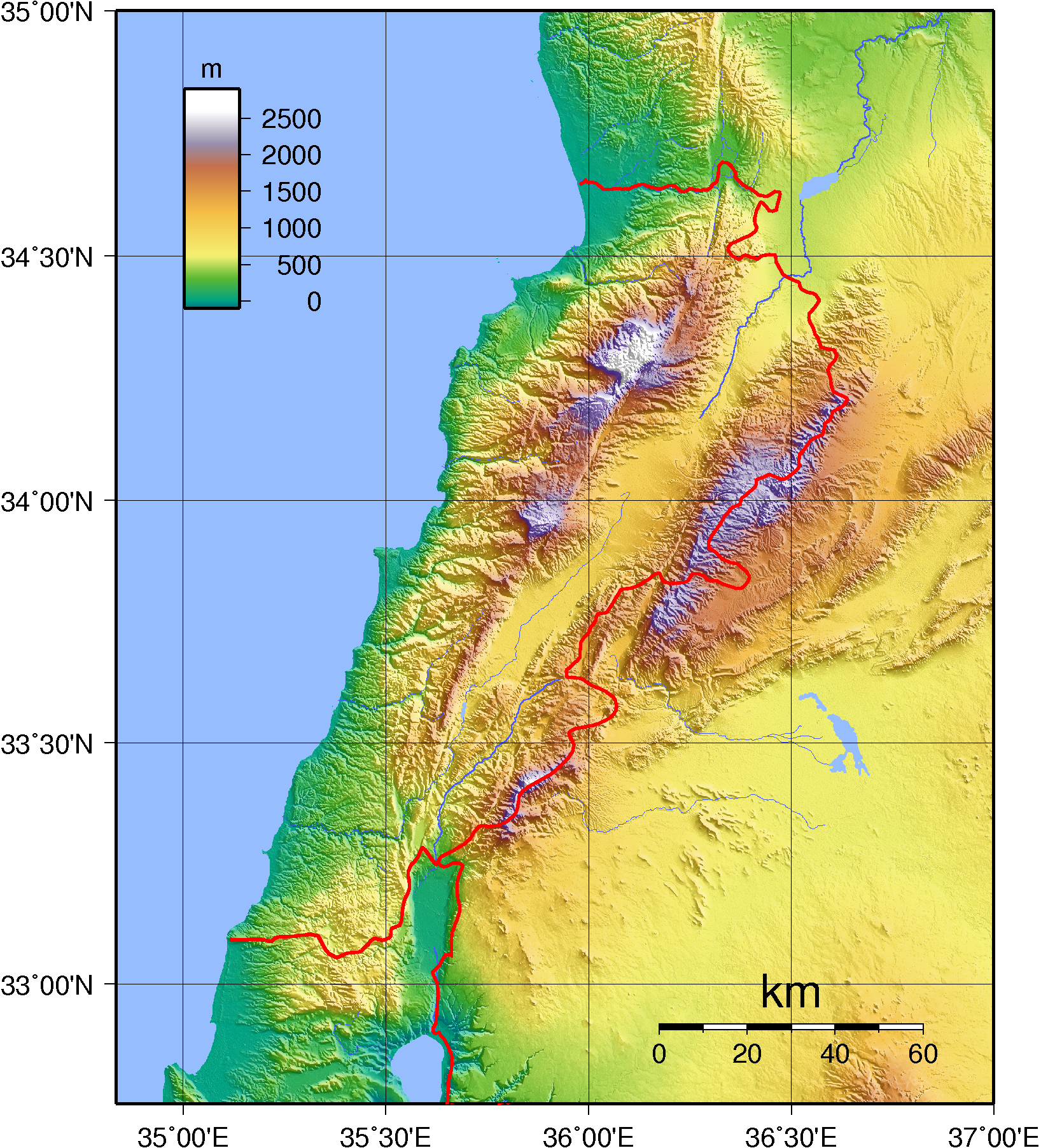
Топографічна карта Лівану

Прибережна смуга досить вузька і є благодатною зоною інтенсивного рослинництва. Всередину країни від  передгір'я хребта Ліван рельєф різко підвищується. Гірський хребет тягнеться паралельно узбережжю і має розміри близько 170 км у довжину і 56 км в ширину у його найширшому місці, найвища вершина має більше 3000 м.н.м. Хребет Ліван відділений від хребта Антиліван долиною Бекаа шириною до 16 км, яка є частиною системи Великої Рифтової долини. Дві річки беруть свій початок в цій долині, — Оронт тече на північ у Сирію, а Літані тече в південному і західному напрямках перед впадінням в Середземне море. На родючих землях долини розташовані виноградники і вирощують зернові, овочі і фрукти. На східній від долини Бекаа, хребет Антиліван орієнтований в південно-західному — північно-східному напрямку; по гребеню хребта проходить кордон між Ліваном і Сирією. Вершини цього хребта трохи нижче, ніж Лівану, але добові коливання температури більш значні, і зими холодніші.
Узбережжя Середземного моря в Лівані має довжину близько 225 км. Прибережна рівнина охоплює близько шістнадцяти відсотків сухопутної території Лівану, але тут проживає три чверті населення. Саме узбережжя в основному рівнинне з піщаними бухтами і солончаками, є кілька скелястих мисів, але відсутність міського планування означає, що велика частина берегової лінії була піддана хаотичній забудові, з насипом матеріалів для збільшення площі та будівництвом доріг. Проблемою для прибережної дикої природи є і екологічне забруднення.

## Флора

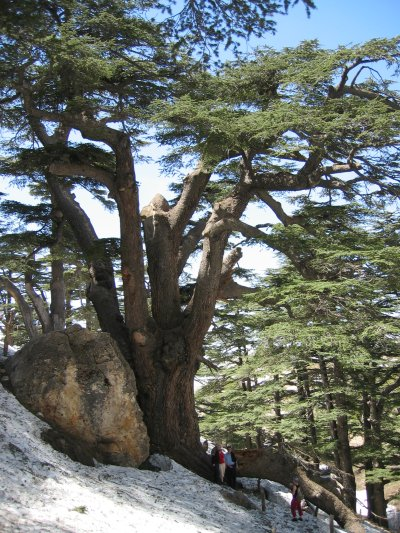
Ліванський кедр

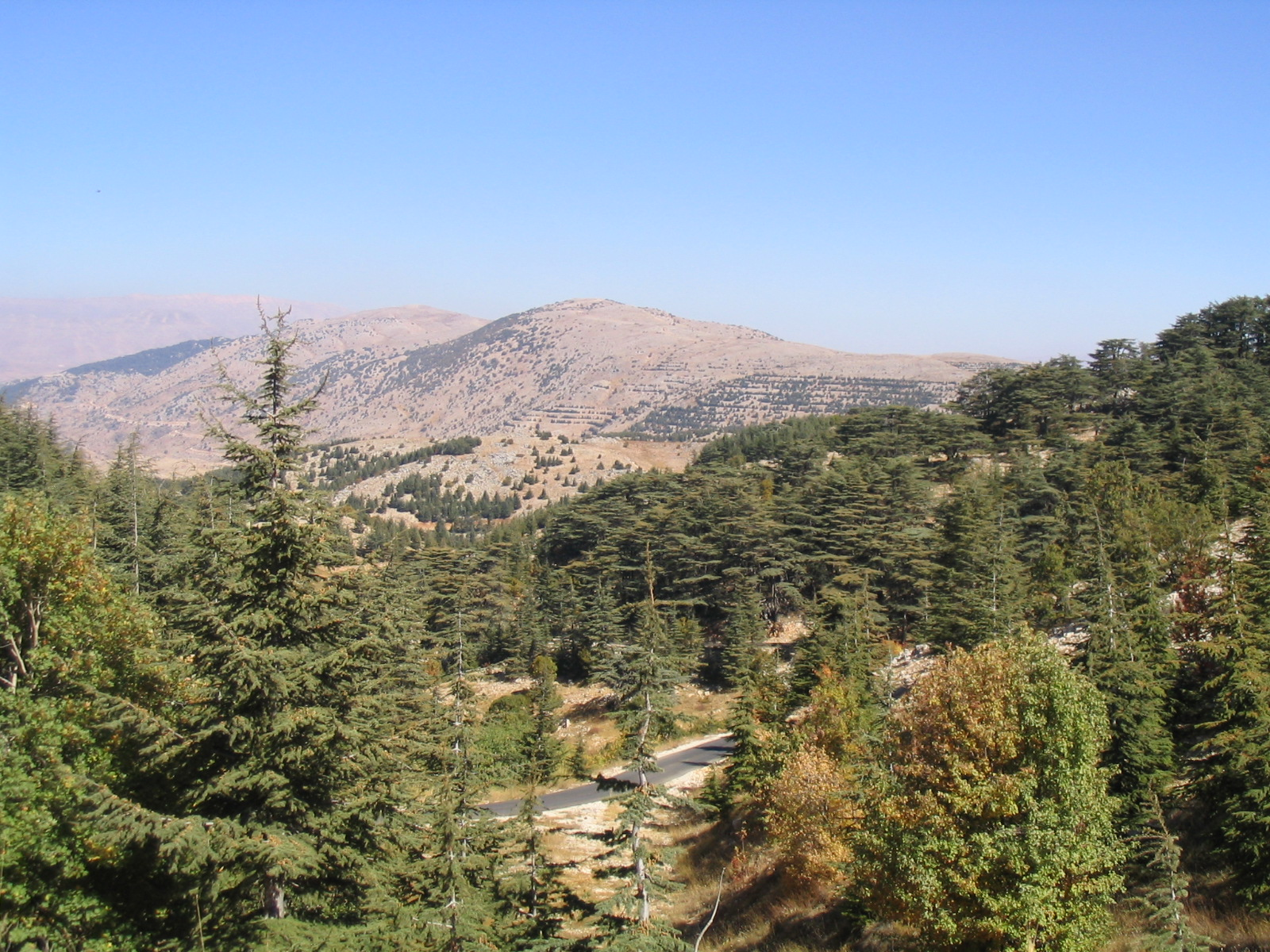
Природний кедровий заповідник Аль-Шуф

Природній рослинності Лівану загрожує надмірна експлуатація та фрагментація в результаті розширення міст, надмірного випасу худоби, туризму та наслідків військових дій. Кедр ліванський, що зростає на хребті Ліван, є національним символом країни; але ці дерева протягом багатьох років вирубували задля їх цінної деревини і старих дерев залишилось мало. Більш молоді кедри досить часто зустрічаються в гірських лісах і селах Лівану, а у багатьох заповідниках їх посадили тисячі. Незважаючи на вирубку, Ліван більш лісистій, ніж більшість інших країн у регіоні через гірську місцевість, непридатну для сільського господарства; там можна знайти також сосни, дуби, ялиці, буки, кипариси і ялівці. В долині Бекаа дерев мало. Там, де дерева вирубувались і ліси знищені, поширились кустарники; на хребті Ліван це в основному Ceratonia, дуби і фісташки, та на Антилівані — в основному фісташки і дикий мигдаль. Інші місцеві дерева, такі як ліванська дика яблуня, церцис європейський і сирійський клен, вирощуються експериментально як стратегія збереження, щоб побачити, чи вони піддаються контейнерному виробництву.
Природний кедровий заповідник Аль-Шуф був створений 1996 року для збереження старих кедрів в центральній частині Лівану. Він охоплює 550 км² (5,3 % від загальної площі країни) і включає 620 га кедрового лісу, який, після заборони випасу свійських тварин, успішно регенерує. У заповіднику є 24 видів дерев і 436 видів рослин, у тому числі близько 48 ендеміків Лівану, Сирії і Туреччини.
З зменшенням площі лісів збільшується ерозія ґрунтів і уряд розробив програму посадки дерев, щоб спробувати скоротити збиток навколишньому середовищу, за якою була посаджена велика кількість дерев, включаючи кедри, дуби, клени та ялівці. «Ліванська ініціатива лісовідновлення» — це міжнародна програма, розпочата Службою лісу США за рахунок коштів, наданих Агентством США з міжнародного розвитку 2014 року.
Крім дерев, у країні є велика кількість квітучих рослин, папоротей і мохів. Багато рослини зацвітають після зимових дощів, а однорічні рослини проростають в цей час, зростають, цвітуть і дають насіння, коли ґрунт ще достатньо вологий достатньо, щоб їх підтримати. Ендеміком країни ліванська фіалка, яка росте високо в скелястих кустарниках на західному схилі хребта Ліван і перебуває під загрозою зникнення..

## Фауна
Близькосхідні сліпаки і полівки Гюнтера селяться на культивованих полях і вважаються шкідниками. Даман капський зустрічається в скелястих місцях високо в горах. Великих ссавців у Лівані мало внаслідок полювання, надмірного випасу худоби та збільшення обсягів інтенсивно оброблюваних земель.
Травоїдні тварини включають нубійського козла, месопотамську лань та сарну.
Серед великих хижаків, сірий вовк може бути знайдений в біосферному заповіднику Аль-Шуф, природних заповідниках навколо хребта Ліван та інших лісах Лівану. Гієна смугаста є  національною твариною Лівану, яка веде нічний образ життя та сторониться людини. Вони вимерли в деяких областях, а в деяких процвітають і крадуть худобу і сміття у селах або полюють на зайців, вивірок, пацюків, мишей, рідше оленів або кіз. Лисиця звичайна теж досить поширена і зустрічається в усіх областях, і їсть в основному гризунів, свійську худобу та сміття. Сирійський бурий ведмідь вважався зниклим в Лівані починаючи приблизно з 1958 року, але в грудні 2016 року була виявлена ведмедиця з дитинчам, які бродили по снігу, хоча зазвичай вони мали бути б у сплячці. Уряд Лівану додатково захистив зону, де були помічені ведмеді, від втручання людей. Газель гірська може ще існувати у віддалених районах півдня, і є заповідні зони, де її популяцію можна буде відновити.
Кабана можна побачили у області Бекаа області, в стадах десь по 20 особин.
Шакал звичайний є відносно поширеним в Лівані, зустрічається поруч з лісним селами та природних заповідниках.
Сирійській шакал може ще існувати в маленьких диких ділянках узбережжя.
Ссавці, що найбільш часто зустрічаються в Лівані: кіт лісовий, гієна смугаста, шакал, єгипетський мангуст, ласиця мала, куниця кам'яна, видра річкова, борсук європейський, медоїд, сирійський бурий ведмідь, вовк, перегузня звичайна, кіт очеретяний, каракал пустельний, лисиця звичайна. Широко представлені гризуни — їжатці та вивірки, а також соні, миші, щурі, полівки, сліпаки, хом'яки, піщанки і тушканчики. В долині Бекаа, озеро Яммуне є домівкою для єдиної ендемічної риби, Pseudophoxinus libani. Про 31 вид рептилій та земноводних в цьому регіоні, в тому числі черепах, хамелеонів, різних змій, ящірок, лягушок і жаб.

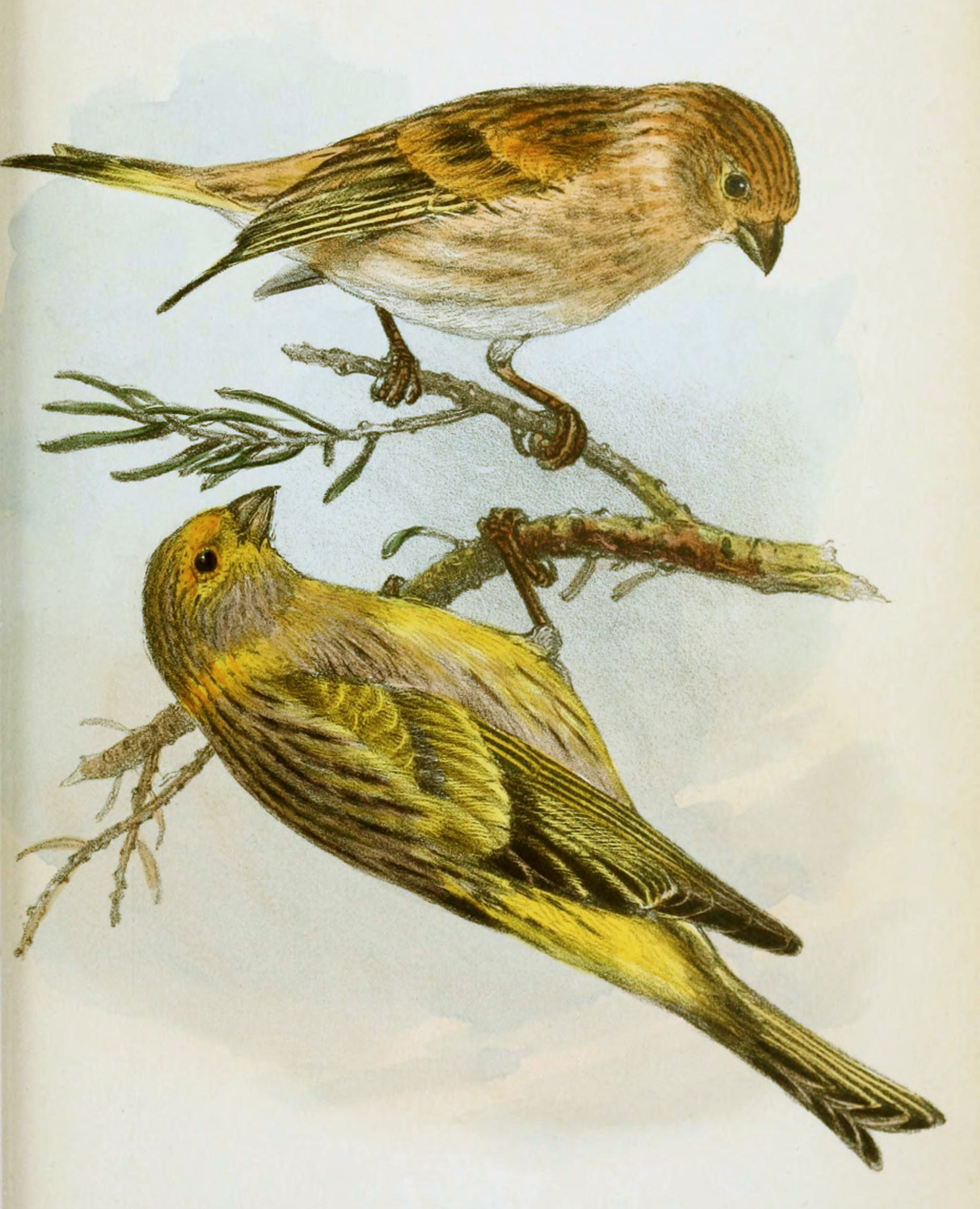
Сирійський щедрик

Водно-болотні угіддя Аамік — це біосферний заповідник в долині Бекаа, що є найбільшим з водно-болотних угідь в країні і займає площу в 250 га боліт і озер. Він є важливим місцем для перелітних птахів — там бачили понад 250 видів птахів, у тому числі такі рідкісні, як чернь білоока, баранець великий, боривітер степовий і підорлик великий. У розташованих поруч горах Шуф, є такі види як ендемічний сирійський щедрик, пугач, кеклик азійський і канюк степовий.
Заповідник Пальмові острови охоплює  групу з трьох невеликих низьких, скелястих островів у 5,5 км від материка і прилеглу акваторію. Він визнаний Важливою орнітологічною територією BirdLife International, оскільки є зупинкою для перелітних водоплавних птахів. Серед 156 видів, які тут були зафіксовані, — турухтан, чапля сіра, плиска біла і мартин сіроногий. Пляжі використовуються для розмноження такими видами як довгоголова морська черепаха і зелена черепаха, а також тут бачили зникаючий вид — середземноморського тюленя-монаха.